# Райтсвилл (Арканзас)
Райтсвилл — город в округе Пьюласки, штат Арканзас, США. Население — 2114 человек (по переписи 2010 года). Этот город часть статистической зоны Литл-Рок — Норт-Литл-Рок — Конуэй.

## География
По данным Бюро переписи населения США, город имеет общую площадь 5,4 км², из которых 5,2 км² занимает суша, а 0,49% — вода.

## Экономика
В Райтсвилле действует радиостанция района Литл-Рок, KLAL-FM.

## Инфраструктура
Почтовая служба Соединенных Штатов управляет Райтсвилльским почтовым отделением.

## Демография
| 1990 | 2000 | 2010 |
| ---- | ---- | ---- |
| 1062 | 1368 | 2114 |

Расовый состав населения:
- 62,7% — афроамериканцы
- 33,9% — белые
- 0,3% — индейцы
- 0,3% — азиаты
- 0,1% — выходцы с тихоокеанских островов
- 1,2% — лица других рас